# Melampsora lini
Melampsora lini är en svampart. Melampsora lini ingår i släktet Melampsora och familjen Melampsoraceae.

## Underarter
Arten delas in i följande underarter:
- liniperda
- lini